# Кісьолкі
Кісьолкі (пол. Kisiołki) — село в Польщі, у гміні Ломжа Ломжинського повіту Підляського воєводства.
Населення — 62 особи (2011).
У 1975-1998 роках село належало до Ломжинського воєводства.

## Демографія
Демографічна структура станом на 31 березня 2011 року:
|          | Загалом | Допрацездатний вік | Працездатний вік | Постпрацездатний вік |
| -------- | ------- | ------------------ | ---------------- | -------------------- |
| Чоловіки | 25      | 3                  | 17               | 5                    |
| Жінки    | 37      | 7                  | 19               | 11                   |
| Разом    | 62      | 10                 | 36               | 16                   |